# Prasophyllum mucronatum
Prasophyllum mucronatum är en orkidéart som beskrevs av Herman Montague Rucker Rupp. Prasophyllum mucronatum ingår i släktet Prasophyllum och familjen orkidéer. Inga underarter finns listade i Catalogue of Life.